# Zoran Primorac
Zoran Primorac (ur. 10 maja 1969 w Zadarze) – jugosłowiański a następnie chorwacki tenisista stołowy, wicemistrz olimpijski z Seulu, pięciokrotny medalista mistrzostw świata, czternastokrotny medalista mistrzostw Europy.
Członek kadry narodowej i olimpijskiej mężczyzn w tenisie stołowym w Chorwacji. Zawodnik hiszpańskiego klubu tenisa stołowego Club Tenis de Mesa Caja Granada (klub bierze udział w Lidze Mistrzów). Jest sponsorowany przez japońską firmę tenisa stołowego Butterfly. W światowym rankingu ITTF najwyżej uplasował się na 5. miejscu. Jest to jeden z najsławniejszych tenisistów stołowych w Europie i na świecie, ze względu na oryginalny styl gry (wykorzystywanie wszelkiego rodzaju zagrań w czasie meczu, a ponadto używanie sporej mocy w grze). Obecnie najlepszy tenisista stołowy w Chorwacji i jeden z lepszych w Europie.
- Miejsce w światowym rankingu ITTF:[1]

## Styl gry
- praworęczny, obustronny atak topspinowy, z użyciem przeróżnych zagrań, z nastawieniem na forehand z 2. strefy

## Sprzęt
- Deska: Timo Boll Spirit OFF
- Okładziny: Sriver D13-L (grubość podkładu: Max; po obu stronach)

## Osiągnięcia
- Srebrny medalista igrzysk olimpijskich w Seulu (1988) w grze podwójnej w parze z Ilija Lupulesku
- Ćwierćfinalista igrzysk olimpijskich w Pekinie (2008) w grze pojedynczej
- 2-krotny zwycięzca Pucharu Świata (1993, 1997)
- 3-krotny zwycięzca turniejów z cyklu ITTF Pro Tour
- Srebrny medalista Mistrzostw Europy w turnieju drużynowym w 2007
- 5-krotny brązowy medalista Mistrzostw Europy w 1994 2000, 2002 i w 2005
- 2-krotny srebrny medalista Mistrzostw Europy w grze pojedynczej w 1998 i 2000
- Brązowy medalista Mistrzostw Świata w grze pojedynczej w 1993
- Mistrz Europy w grze podwójnej w parze z Ilija Lupulesku w 1990
- Brązowy medalista Mistrzostw Europy w turnieju drużynowym w 1990
- Srebrny medalista Mistrzostw Europy w grze podwójnej w parze z Ilija Lupulesku w 1988
- Srebrny medalista Mistrzostw Świata w grze podwójnej w parze z Ilija Lupulesku w 1987
- Brązowy medalista Mistrzostw Świata w turnieju drużynowym w 1987
- Złoty medalista w Mediterrnean Games w grze pojedynczej w 1987
- Złoty medalista w Mediterrnean Games w grze podwójnej w parze z Ilija Lupulesku w 1987
- Brązowy medalista Mistrzostw Europy w grze podwójnej w parze z Ilija Lupulesku w 1986
- 7-krotny medalista Mistrzostw Europy Juniorów
- Wielokrotny mistrz Chorwacji w grze pojedynczej